# Arseni Morozov
Arseni Abramovitch Morozov (Арсе́ний Абрáмович Морóзов) né en 1873 à Moscou et mort le 24 décembre 1908/6 janvier 1909 à Khrenovo, est un membre de la dynastie industrielle russe des Morozov, actionnaire de la compagnie de la manufacture de Tver , bourgeois d'honneur héréditaire, propriétaire de l'hôtel particulier Arseni Morozov à Moscou.

## Biographie
Arseni Morozov, fils d'Abram Morozov, descend de cette fameuse dynastie industrielle fondée par Savva Vassilievitch Morozov, mais, menant une vie de playboy, il ne participe pas aux affaires familiales. L'immense usine à papier de Tver est dirigée avant tout par sa mère Varvara Alexeïevna et son frère aîné Ivan Abramovitch. Le « bel Arsène », comme il est appelé à Moscou, préfère mener une vie de dandy et suivre son plaisir. Il élève des chiens de chasse et se passionne pour la chasse.
Il suit ses études secondaires au 3e gymnasium (lycée) de Moscou, puis en 1891 entre à la Realschule (école moderne) de Moscou, mais il est renvoyé l'année suivante. Il est envoyé suivre des stages en Angleterre par sa mère. Il voyage beaucoup en Europe, visitant des expositions. Au Portugal, le palais Pena de Sintra, construit au milieu du XIXe siècle, lui fait grande impression. Lorsque sa mère lui fait don pour son vingt cinquième anniversaire d'un terrain en plein cœur de Moscou, il décide de s'y faire bâtir un hôtel particulier dans le style hispano-mauresque. Les dessins de ce projet sont l'œuvre de son ami l'architecte Victor Mazyrine et, en presque trois ans (1897-1899), l'édifice est construit avec cet aspect si particulier qui fait toujours l'admiration des visiteurs d'aujourd'hui. Lorsque sa mère au caractère de fer voit la maison grandiose terminée, elle s'exclame : « Je savais que tu étais idiot, mais maintenant tout Moscou le sait! »

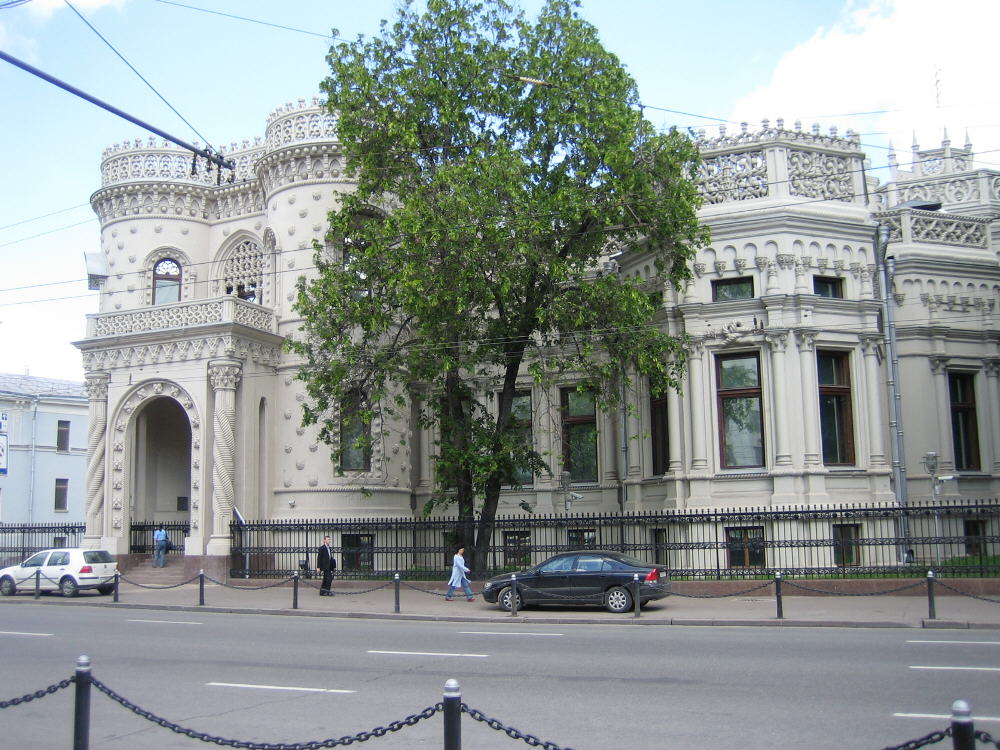
Hôtel particulier Arseni Morozov.

Sa vie se termine d'une manière aussi tragique que ridicule. Un jour, alors qu'il est en visite dans unes des usines familiales de Tver, il lance un défi à un camarade: Quel serait celui qui par sa force d'esprit résisterait à la douleur d'un coup de feu dans le pied? Morozov est féru de littérature ésotérique sur les conseils de Mazyrine, selon lequel il existe une technique pour éviter la douleur. Le coup tiré, Morozov s'effondre de douleur et, la blessure s'étant infectée, il meurt trois jours plus tard, la veille de la fête de la Noël russe, à l'âge de trente-cinq ans.
Morozov est l'époux de Vera Sergueïevna Fedotova (1883-1944),, nièce d'Alexandre Fedotov, mais ils se séparent rapidement, après la naissance de leur fille Irina.
Après sa mort, sa maîtresse hérite de l'hôtel particulier qu'elle vend aussitôt.